# Gotna vas
Gotna vas je bila nekdaj samostojno naselje, od leta 1979 pa je mestno naselje in krajevna skupnost na južnem obrobju Novega mesta. 
Severno od nje leži Krajevna skupnost Žabja vas, zahodno pa Krajevna skupnost Regrča vas. V vasi stoji cerkev sv. Lenarta, v kateri je zanimiv oltar iz 17. stoletja.